# Verónica Artica
Verónica Artica (9. siječnja 1970.) je bivša argentinska hokejašica na travi. Igrala je na položaju vratarke.
S argentinskom izabranom vrstom je sudjelovala na više međunarodnih natjecanja. 
Hokej na travi je počela igrati u Saint Catherine´s School. Poziv za argentinsku reprezentaciju je prvi put dobila 1991., kada je sudjelovala na Panameričkim igrama u Havani. Za Argentinu je igrala sve do 1996.
Nakon što se prestala aktivno baviti hokejem, u športskom svijetu je aktivna kao organizatorica natjecanja Golf Channel Amateur Tour Latinoamérica.

## Sudjelovanja na velikim natjecanjima
- SP 1990. (9. mjesto)
- Panameričke igre 1991.
- Trofej prvakinja 1995. (6. mjesto)
- OI 1996. (7. mjesto)

## Vanjske poveznice
- (engl.) "Verónica Artica"  Arhivirana inačica izvorne stranice od 16. prosinca 2012. (Wayback Machine), Sports Reference